# Dictionary of Deities and Demons in the Bible
Das Dictionary of Deities and Demons in the Bible (DDD) ist ein wissenschaftliches Nachschlagewerk, das von Karel van der Toorn, Bob Becking und Pieter W. van der Horst herausgegeben wird.  Es enthält Artikel zu den Namen von Gottheiten, Engeln und Dämonen in den Büchern der hebräischen Bibel, der Septuaginta und der apokryphen biblischen Schriften sowie auch des Neuen Testamentes und der patristischen Literatur.
Die erste Auflage erschien 1995 beim Verlag Brill und wurde vom Magazin Choice der American Library Association zum besten Nachschlagewerk des Jahres 1996 gewählt. Die zweite, stark überarbeitete Auflage (Eerdmans) erschien 1999 unter Führung der Theologischen Fakultät der Universität Utrecht. Eine digitale Ausgabe erschien 2001.
Berater waren unter anderen Hans Dieter Betz, André Caquot (1923–2004), Jonas C. Greenfield (1926–1995), Erik Hornung, Professor für Ägyptologie an der Universität zu Basel, Michael E. Stone von der Hebräischen Universität Jerusalem und Manfred Weippert von der Universität zu Heidelberg.